# 金化铯
金化铯（CsAu）是一种离子化合物，其中含有罕见的Au−离子。它可以由加热计量比为1：1的金和铯的混合物制得，这两种金黄色的液体发生反应可以得到确定产物。它的液氨溶液是棕色的；固体是黄色的；而氨加合物是深蓝色的。
该化合物与水剧烈反应，生成氢气、氢氧化铯和金单质，暴露在空气中会被迅速氧化。它在液氨中可以与铯选择性的离子交换树脂进行离子交换，生成四甲基金化铵。
金化铯和氧气在400℃反应，可以得到黄色的CsAuO。